# Carrancas
Carrancas es un municipio brasilero del estado de Minas Gerais. Su población estimada en 2004 era de 3.558 habitantes.
La región fue constituida por los taubateanos Juan de Toledo Piza Castelhanos, su hermano, el Padre Lourenço de Toledo Taques, y sus yernos Salvador Corrêa Bocarro, Miguel Pires Barreto y José de la Costa Moraes. Fue descubierto en 1718, año en que estos mismos habrían fijado ahí su residencia, en los márgenes del Río Grande. Más tarde, el poblado vendría a ser denominado Nuestra Señora del Río Grande.

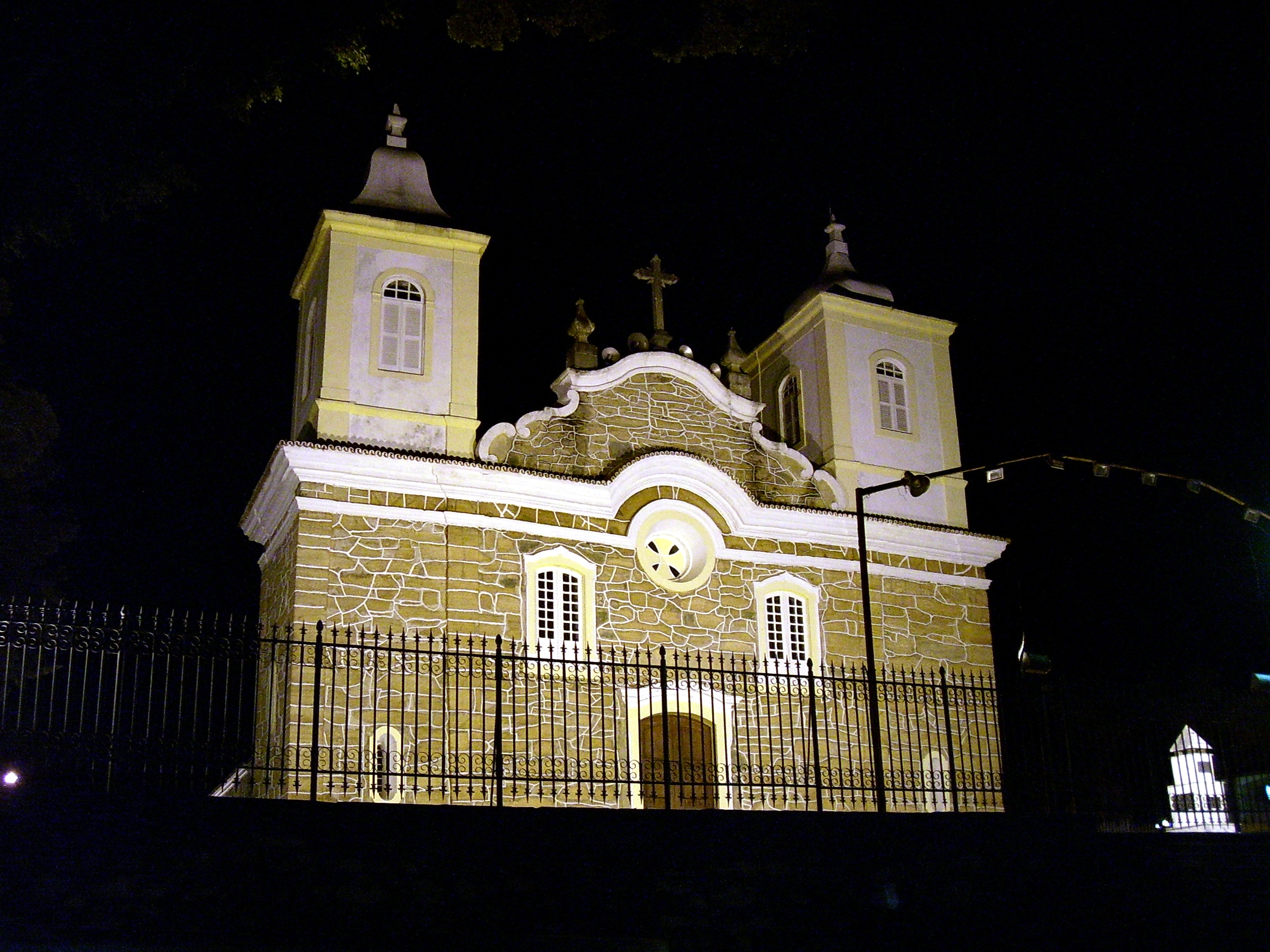
Fachada de Nuestra Señora de la Concepción.

El municipio es conocido por sus cascadas y su vegetación.
El nacimiento del Río Capivarí está en la Sierra de las Carrancas, acoplado al Complejo de la Zilda (con cascadas, rápidos naturales y grutas). Este complejo ecológico consta en las áreas prioritarias para conservación de la Fundación Biodiversitas. Existen aproximadamente setenta cascadas en Carrancas.

## Circunscripción eclesiástica
La parroquia local pertenece a la diócesis de São João del-Rei.